# Charles Solomon (Mobster)
Charles „King“ Solomon (* 1884 im Russischen Kaiserreich; † 24. Januar 1933 in Boston) war ein US-amerikanischer Mobster, der heute der Kosher Nostra zugerechnet wird. Während der Prohibition in den Vereinigten Staaten war er mit Alkoholschmuggel beschäftigt, aber auch Betäubungsmittel und Glücksspiel gehörten zu den illegalen Aktivitäten seiner Bande.

## Leben
Solomon kann als eine der frühen Figuren des Organisierten Verbrechens in der Geschichte von New England gelten. Mit seinen Eltern war er in das West End von Boston gezogen; sein Vater betrieb ein Theater und er und seine Brüder konnten der Mittelklasse zugerechnet werden. Während seiner Jugendzeit arbeitete Solomon im Restaurant seines Onkels.
Irgendwie kam er in Kontakt mit Prostitution, Kautionsbetrug und Hehlerei und erlangte in den frühen 1920er Jahren in der Stadt die Kontrolle über die illegale Glücksspielaktivitäten und den Handel mit Betäubungsmitteln.
Mit Dan Carroll war mit Beginn der Prohibition in den Vereinigten Staaten auch in den Alkoholschmuggel eingestiegen und unterhielten eine große Anzahl der beliebtesten Speakeasy in Boston. Solomon war gut vernetzt und unterhielt Verbindungen nach Kanada, New York City und Chikago.
Seine politischen Kontakte verhinderten Anklagen wegen Alkoholschmuggels; allerdings gab es 1922 einige Ermittlungen gegen ihn auf Grund seiner Drogen-Aktivitäten, welche letztendlich zu einer fünfjährigen Haftstrafe führten, von der er 13 Monate im Atlanta Federal Penitentiary absitzen musste.
1927 nahm Solomon an der „Atlantic City Conference“ teil, da er einer der Köpfe der sogenannten Seven Group war.
1933 wurde Solomon von den konkurrierenden Gangstern John Burke and James Coyne auf der Herrentoilette des Cotton Club erschossen. Seine Geschäfte wurden von anderen Mitglieder seiner Bande – wie Joseph Linsey, Hyman Abrams und den Brüdern Max & Louis Fox – übernommen.